# Grand Prix Formule 1 van Brazilië
De Grand Prix van Brazilië (Portugees: Grande Prêmio do Brasil) was een Formule 1-wedstrijd die van 1972 tot en met 2019 werd gehouden op het circuit van Interlagos en het Circuit van Jacarepagua. In 2020 werd de race afgelast en door problemen over het contract van de Grote Prijs werd deze vanaf het seizoen 2021 vervangen door de Grand Prix van São Paulo.
De Braziliaanse Grand Prix werd voor het eerst gehouden in 1972, maar maakte toen geen deel uit van het Formule 1-kampioenschap. Het jaar daarop werd de race voor het eerst opgenomen in de officiële F1-kalender. In 1978 en van 1981 tot en met 1989 werd de Braziliaanse Grand Prix op Jacarepaguá bij Rio de Janeiro verreden, om in 1990 terug te keren naar een vernieuwd en ingekort Interlagos.
Alain Prost is met zes overwinningen recordhouder van de grand prix.

## Winnaars van de Grands Prix
- Een roze achtergrond geeft aan dat deze race een niet-kampioenschapsronde in de Formule 1 was vanaf 1950.
- Voor races in Brazilië vanaf 2021 zie Grand Prix van São Paulo.

| Jaar | Coureur                                        | Constructeur                                   | Locatie                                        | Verslag                                        |
| ---- | ---------------------------------------------- | ---------------------------------------------- | ---------------------------------------------- | ---------------------------------------------- |
| 2020 | Grand Prix afgelast vanwege de coronapandemie. | Grand Prix afgelast vanwege de coronapandemie. | Grand Prix afgelast vanwege de coronapandemie. | Grand Prix afgelast vanwege de coronapandemie. |
| 2019 | Max Verstappen                                 | Red Bull-Honda                                 | Interlagos                                     | Verslag                                        |
| 2018 | Lewis Hamilton                                 | Mercedes                                       | Interlagos                                     | Verslag                                        |
| 2017 | Sebastian Vettel                               | Ferrari                                        | Interlagos                                     | Verslag                                        |
| 2016 | Lewis Hamilton                                 | Mercedes                                       | Interlagos                                     | Verslag                                        |
| 2015 | Nico Rosberg                                   | Mercedes                                       | Interlagos                                     | Verslag                                        |
| 2014 | Nico Rosberg                                   | Mercedes                                       | Interlagos                                     | Verslag                                        |
| 2013 | Sebastian Vettel                               | Red Bull-Renault                               | Interlagos                                     | Verslag                                        |
| 2012 | Jenson Button                                  | McLaren-Mercedes                               | Interlagos                                     | Verslag                                        |
| 2011 | Mark Webber                                    | Red Bull-Renault                               | Interlagos                                     | Verslag                                        |
| 2010 | Sebastian Vettel                               | Red Bull-Renault                               | Interlagos                                     | Verslag                                        |
| 2009 | Mark Webber                                    | Red Bull-Renault                               | Interlagos                                     | Verslag                                        |
| 2008 | Felipe Massa                                   | Ferrari                                        | Interlagos                                     | Verslag                                        |
| 2007 | Kimi Räikkönen                                 | Ferrari                                        | Interlagos                                     | Verslag                                        |
| 2006 | Felipe Massa                                   | Ferrari                                        | Interlagos                                     | Verslag                                        |
| 2005 | Juan Pablo Montoya                             | McLaren-Mercedes                               | Interlagos                                     | Verslag                                        |
| 2004 | Juan Pablo Montoya                             | Williams-BMW                                   | Interlagos                                     | Verslag                                        |
| 2003 | Giancarlo Fisichella                           | Jordan-Ford                                    | Interlagos                                     | Verslag                                        |
| 2002 | Michael Schumacher                             | Ferrari                                        | Interlagos                                     | Verslag                                        |
| 2001 | David Coulthard                                | McLaren-Mercedes                               | Interlagos                                     | Verslag                                        |
| 2000 | Michael Schumacher                             | Ferrari                                        | Interlagos                                     | Verslag                                        |
| 1999 | Mika Häkkinen                                  | McLaren-Mercedes                               | Interlagos                                     | Verslag                                        |
| 1998 | Mika Häkkinen                                  | McLaren-Mercedes                               | Interlagos                                     | Verslag                                        |
| 1997 | Jacques Villeneuve                             | Williams-Renault                               | Interlagos                                     | Verslag                                        |
| 1996 | Damon Hill                                     | Williams-Renault                               | Interlagos                                     | Verslag                                        |
| 1995 | Michael Schumacher                             | Benetton-Renault                               | Interlagos                                     | Verslag                                        |
| 1994 | Michael Schumacher                             | Benetton-Ford                                  | Interlagos                                     | Verslag                                        |
| 1993 | Ayrton Senna                                   | McLaren-Ford                                   | Interlagos                                     | Verslag                                        |
| 1992 | Nigel Mansell                                  | Williams-Renault                               | Interlagos                                     | Verslag                                        |
| 1991 | Ayrton Senna                                   | McLaren-Honda                                  | Interlagos                                     | Verslag                                        |
| 1990 | Alain Prost                                    | Ferrari                                        | Interlagos                                     | Verslag                                        |
| 1989 | Nigel Mansell                                  | Ferrari                                        | Jacarepaguá                                    | Verslag                                        |
| 1988 | Alain Prost                                    | McLaren-Honda                                  | Jacarepaguá                                    | Verslag                                        |
| 1987 | Alain Prost                                    | McLaren-TAG                                    | Jacarepaguá                                    | Verslag                                        |
| 1986 | Nelson Piquet                                  | Williams-Honda                                 | Jacarepaguá                                    | Verslag                                        |
| 1985 | Alain Prost                                    | McLaren-TAG                                    | Jacarepaguá                                    | Verslag                                        |
| 1984 | Alain Prost                                    | McLaren-TAG                                    | Jacarepaguá                                    | Verslag                                        |
| 1983 | Nelson Piquet                                  | Brabham-BMW                                    | Jacarepaguá                                    | Verslag                                        |
| 1982 | Alain Prost                                    | Renault                                        | Jacarepaguá                                    | Verslag                                        |
| 1981 | Carlos Reutemann                               | Williams-Ford                                  | Jacarepaguá                                    | Verslag                                        |
| 1980 | René Arnoux                                    | Renault                                        | Interlagos                                     | Verslag                                        |
| 1979 | Jacques Laffite                                | Ligier-Ford                                    | Interlagos                                     | Verslag                                        |
| 1978 | Carlos Reutemann                               | Ferrari                                        | Jacarepaguá                                    | Verslag                                        |
| 1977 | Carlos Reutemann                               | Ferrari                                        | Interlagos                                     | Verslag                                        |
| 1976 | Niki Lauda                                     | Ferrari                                        | Interlagos                                     | Verslag                                        |
| 1975 | Carlos Pace                                    | Brabham-Ford                                   | Interlagos                                     | Verslag                                        |
| 1974 | Emerson Fittipaldi                             | McLaren-Ford                                   | Interlagos                                     | Verslag                                        |
| 1973 | Emerson Fittipaldi                             | Lotus-Ford                                     | Interlagos                                     | Verslag                                        |
| 1972 | Carlos Reutemann                               | Brabham-Ford                                   | Interlagos                                     | Verslag                                        |